# ریستو ریتی
ریستو هیکی ریتی ( تلفظ فنلاندی: [ˈristo ˈhei̯kːi ˈryti] ؛ ۳ فوریه ۱۸۸۹ - ۲۵ اکتبر ۱۹۵۶) یک سیاستمدار فنلاندی بود که از سال ۱۹۴۰ تا ۱۹۴۴ به عنوان پنجمین رئیس جمهور فنلاند خدمت کرد. در دوران بین دو جنگ . او ارتباطات بین المللی گسترده ای در دنیای بانکداری و در چارچوب جامعه ملل برقرار کرد . ریتی در طول جنگ زمستانی و صلح موقت به عنوان نخست وزیر و در طول جنگ ادامه دار به عنوان رئیس جمهور خدمت کرد‌.